# Segestria croatica
Segestria croatica är en spindelart som beskrevs av Carl Ludwig Doleschall 1852. Segestria croatica ingår i släktet ormspindlar, och familjen sexögonspindlar.
Artens utbredningsområde är Kroatien. Inga underarter finns listade i Catalogue of Life.